# تصميم التجارب

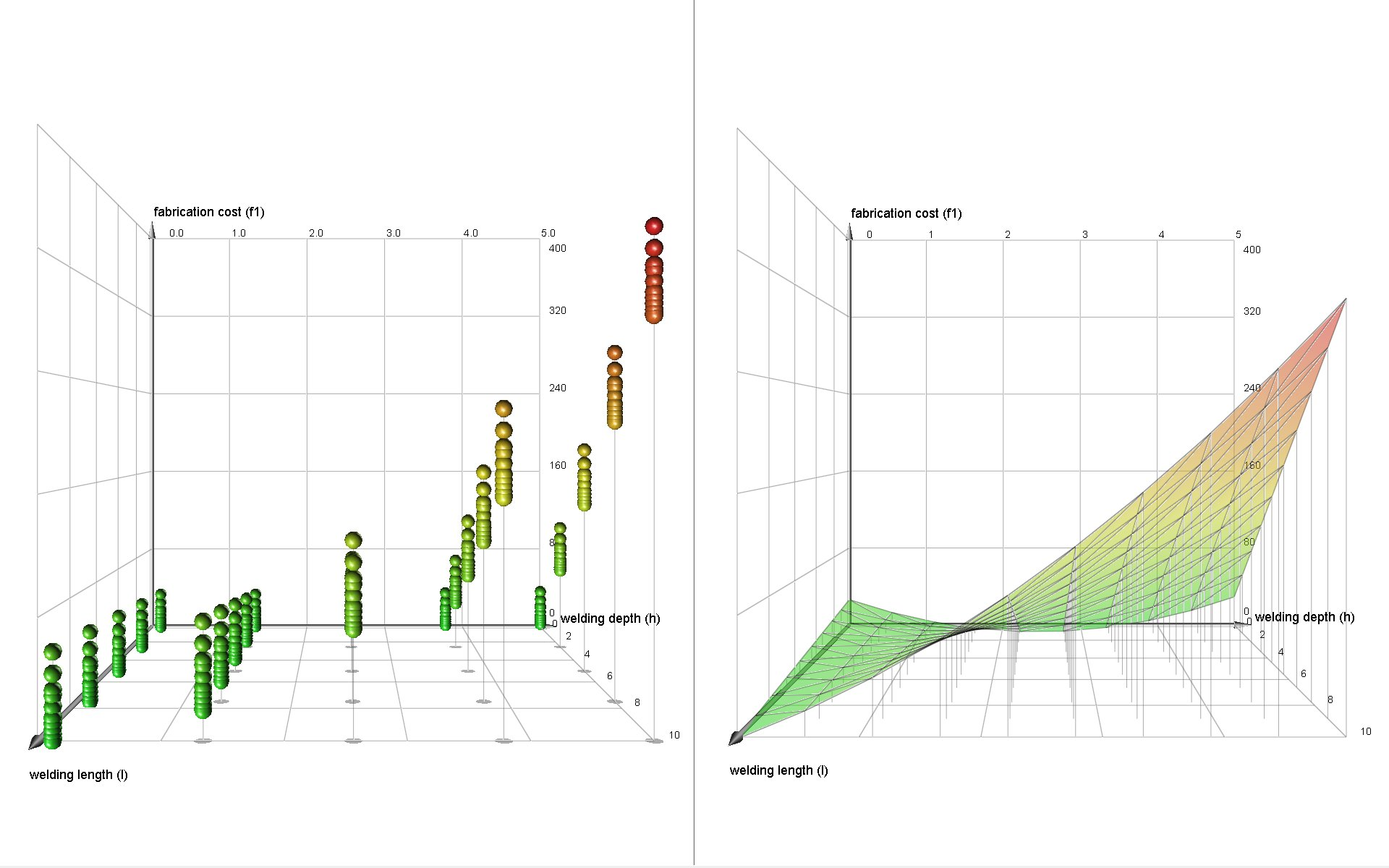
تصميم التجارب
1. على شكل مجزء كليا (يسار)
2. على شكل سطحي (يمين)

تصميم التجارب (بالإنجليزية: (DOE, DOX) experimental design) هو تصميم أي مهمة تهدف إلى وصف وشرح تباين المعلومات في ظل ظروف يُفترض أنها تعكس التباين. يرتبط المصطلح عمومًا بالتجارب التي يقدم فيها التصميم ظروفًا تؤثر بشكل مباشر على التباين، ولكن قد يشير أيضًا إلى تصميم شبه التجارب، حيث يتم اختيار الظروف الطبيعية التي تؤثر على التباين للمراقبة.
تصميم التجارب يتبع في عمليات التطوير والتحسين للمنتجات أو العمليات الإنتاجية. التجارب بحاجة إلى مصادر (أشخاص، زمن، أجهزة... الخ) ولهذا يكون المسؤول عنها ما بين حالتين متنافرتين نسبياً، فهو من ناحية يسعى إلى دقة النتائج من العمل ومن ناحية أخرى يجب أن يراعي الوقت والجهد الممكنين.
تصميم التجارب الإحصائية يقوم على الاعتماد على أقل عدد ممكن من التجارب لتحديد العلاقة بين عوامل التأثير (كل ما يؤثر على عملية إنتاج أو تصنيع) والنتائج المطلوبة.
في أبسط أشكالها، تهدف التجربة إلى التنبؤ بالنتيجة من خلال إدخال تغيير في الشروط المسبقة، والذي يتم تمثيله بواسطة واحد أو أكثر من المتغيرات المستقلة، والتي يشار إليها أيضًا باسم «متغيرات الإدخال» أو «متغيرات التنبؤ». يُفترض عمومًا أن يؤدي التغيير في واحد أو أكثر من المتغيرات المستقلة إلى تغيير واحد أو أكثر من المتغيرات التابعة، والتي يشار إليها أيضًا باسم «متغيرات الإخراج» أو «متغيرات الاستجابة». قد يحدد التصميم التجريبي أيضًا متغيرات التحكم التي يجب أن تظل ثابتة لمنع العوامل الخارجية من التأثير على النتائج. لا يقتصر التصميم التجريبي على اختيار المتغيرات المستقلة والمعتمدة والمتغيرات الضابطة فحسب، بل يشمل أيضًا التخطيط لتسليم التجربة في ظل الظروف المثلى إحصائيًا نظرًا لقيود الموارد المتاحة. هناك طرق متعددة لتحديد مجموعة نقاط التصميم (مجموعات فريدة من إعدادات المتغيرات المستقلة) لاستخدامها في التجربة.
تشمل الاهتمامات الرئيسية في التصميم التجريبي إنشاء الصلاحية والموثوقية وإمكانية التكرار. على سبيل المثال، يمكن معالجة هذه المخاوف جزئيًا عن طريق اختيار المتغير المستقل بعناية، وتقليل مخاطر خطأ القياس، والتأكد من أن توثيق الطريقة مفصل بشكل كافٍ. تشمل الاهتمامات ذات الصلة تحقيق مستويات مناسبة من القوة الإحصائية والحساسية.
تعمل التجارب المصممة بشكل صحيح على تعزيز المعرفة في العلوم الطبيعية والاجتماعية والهندسة. تشمل التطبيقات الأخرى التسويق وصنع السياسات. تعد دراسة تصميم التجارب موضوعًا مهمًا في علم ما وراء العلوم.

## تاريخ

### التجارب الإحصائية، بعد تشارلز س. بيرس
تم تطوير نظرية الاستدلال الإحصائي بواسطة تشارلز ساندرز بيرس في «الرسوم التوضيحية لمنطق العلم» (1877-1878)  و «نظرية الاستدلال المحتمل» (1883)،  المنشوران اللذان شددا على أهمية من الاستدلال العشوائية في الإحصاء.

#### تجارب عشوائية
قام تشارلز س. بيرس بتعيين متطوعين عشوائيًا لتصميم مقاييس متكررة أعمى لتقييم قدرتهم على تمييز الأوزان. ألهمت تجربة بيرس الباحثين الآخرين في علم النفس والتعليم، الذين طوروا تقليدًا بحثيًا للتجارب العشوائية في المختبرات والكتب المدرسية المتخصصة في القرن التاسع عشر.

#### التصاميم المثلى لنماذج الانحدار
ساهم تشارلز س. بيرس أيضًا في أول منشور باللغة الإنجليزية حول التصميم الأمثل لنماذج الانحدار في عام 1876. تم اقتراح التصميم الأمثل الرائد للانحدار متعدد الحدود من قبل جوزيف دياز جيرجون في عام 1815. في عام 1918، نشرت كيرستين سميث تصميمات مثالية للعديد من الحدود من الدرجة السادسة (وأقل).

### تسلسل التجارب
يعد استخدام سلسلة من التجارب، حيث قد يعتمد تصميم كل منها على نتائج التجارب السابقة، بما في ذلك القرار المحتمل لوقف التجربة، ضمن نطاق التحليل المتسلسل، وهو مجال ابتكره أبراهام والد في  سياق الاختبارات المتسلسلة للفرضيات الإحصائية. كتب هيرمان تشيرنوف نظرة عامة على التصميمات المتسلسلة المثلى،  بينما تم مسح التصاميم التكيفية بواسطة إس زاكس. أحد الأنواع المحددة للتصميم المتسلسل هو «ماكينات الألعاب ذات السلاحين»، المعممة على ماكينات الألعاب المتعددة، والتي قام هربرت روبنز بعمل مبكر عليها في عام 1952.

## مبادئ فيشر

مثال على تصميم عاملي متعامد

تم اقتراح منهجية لتصميم التجارب من قبل رونالد فيشر في كتبه المبتكرة: ترتيب التجارب الميدانية (1926) وتصميم التجارب (1935). تناول الكثير من عمله الرائد التطبيقات الزراعية للأساليب الإحصائية. وكمثال عادي، وصف كيف تختبر فرضية تذوق السيدة للشاي، أن سيدة معينة يمكنها التمييز بالنكهة وحدها سواء تم وضع الحليب أو الشاي في الكوب لأول مرة. تم تكييف هذه الأساليب على نطاق واسع في البحوث البيولوجية والنفسية والزراعية.
مقارنة
في بعض مجالات الدراسة، لا يمكن الحصول على قياسات مستقلة لمعيار قياس يمكن تتبعه. تعتبر المقارنات بين العلاجات أكثر قيمة وعادة ما تكون مفضلة، وغالبًا ما تتم مقارنتها بمراقبة علمية أو علاج تقليدي يعمل كخط أساس.
العشوائية
التخصيص العشوائي هو عملية تعيين الأفراد بشكل عشوائي لمجموعات أو لمجموعات مختلفة في تجربة، بحيث يكون لكل فرد من السكان نفس فرصة أن يصبح مشاركًا في الدراسة. إن التخصيص العشوائي للأفراد إلى مجموعات (أو ظروف داخل مجموعة) يميز بين التجربة الصارمة «الحقيقية» من الدراسة القائمة على الملاحظة أو «شبه التجربة». هناك مجموعة واسعة من النظرية الرياضية التي تستكشف عواقب تخصيص الوحدات للعلاجات عن طريق بعض الآليات العشوائية (مثل جداول الأرقام العشوائية، أو استخدام أجهزة التوزيع العشوائي مثل أوراق اللعب أو النرد). يميل تخصيص وحدات للعلاج بشكل عشوائي إلى التخفيف من الالتباس، مما يجعل التأثيرات بسبب عوامل أخرى غير العلاج تبدو وكأنها ناتجة عن العلاج.
يمكن حساب المخاطر المرتبطة بالتخصيص العشوائي (مثل وجود خلل خطير في خاصية رئيسية بين مجموعة العلاج ومجموعة التحكم) وبالتالي يمكن إدارتها إلى مستوى مقبول باستخدام وحدات تجريبية كافية. ومع ذلك، إذا تم تقسيم السكان إلى عدة مجموعات سكانية فرعية تختلف بطريقة ما، وكان البحث يتطلب أن تكون كل مجموعة سكانية فرعية متساوية في الحجم، فيمكن استخدام أخذ العينات الطبقية. بهذه الطريقة، تكون الوحدات في كل مجموعة سكانية فرعية عشوائية، ولكن ليس العينة بأكملها. يمكن تعميم نتائج التجربة بشكل موثوق من الوحدات التجريبية إلى مجموعة إحصائية أكبر من الوحدات فقط إذا كانت الوحدات التجريبية عينة عشوائية من السكان الأكبر؛ يعتمد الخطأ المحتمل لمثل هذا الاستقراء على حجم العينة، من بين أمور أخرى.
التكرار الإحصائي
عادة ما تخضع القياسات للتغير وعدم اليقين في القياس؛ وبالتالي يتم تكرارها ويتم تكرار التجارب الكاملة للمساعدة في تحديد مصادر الاختلاف، ولتقدير أفضل للتأثيرات الحقيقية للعلاجات، ولزيادة تعزيز موثوقية التجربة وصلاحيتها، ولإضافة المعرفة الحالية بالموضوع. ومع ذلك، يجب استيفاء شروط معينة قبل البدء في تكرار التجربة: تم نشر سؤال البحث الأصلي في مجلة تمت مراجعتها من قبل الزملاء أو تم الاستشهاد به على نطاق واسع، والباحث مستقل عن التجربة الأصلية، ويجب على الباحث أولاً محاولة تكرار النتائج الأصلية باستخدام البيانات الأصلية، ويجب أن تذكر الكتابة أن الدراسة التي أجريت هي دراسة تكرار حاولت متابعة الدراسة الأصلية بأكبر قدر ممكن من الدقة.
المنع
الحظر هو الترتيب غير العشوائي للوحدات التجريبية في مجموعات (كتل) تتكون من وحدات متشابهة مع بعضها البعض. يقلل الحظر من مصادر الاختلاف المعروفة ولكن غير ذات الصلة بين الوحدات، وبالتالي يسمح بمزيد من الدقة في تقدير مصدر التباين قيد الدراسة.
التعامد
تتعلق التعامدية بأشكال المقارنة (التناقضات) التي يمكن تنفيذها بشكل مشروع وفعال. يمكن تمثيل التناقضات بالمتجهات ومجموعات التباينات المتعامدة غير مرتبطة وموزعة بشكل مستقل إذا كانت البيانات طبيعية. بسبب هذا الاستقلال، يوفر كل علاج متعامد معلومات مختلفة للآخرين. إذا كان هناك علاجات T و T - 1 التناقضات المتعامدة، وجميع المعلومات التي يمكن الحصول عليها من هذه التجربة يتم الحصول عليها من مجموعة من التناقضات.
تجارب عاملية
استخدام التجارب المضروبة بدلاً من طريقة العامل الواحد في المرة. هذه فعالة في تقييم التأثيرات والتفاعلات المحتملة لعدة عوامل (المتغيرات المستقلة). تم بناء تحليل تصميم التجربة على أساس تحليل التباين، وهي مجموعة من النماذج التي تقسم التباين الملحوظ إلى مكونات، وفقًا للعوامل التي يجب على التجربة تقديرها أو اختبارها.

### أمثلة
يُنسب هذا المثال من تجارب التصميم إلى هارولد هوتيلينج، بناءً على أمثلة من فرانك ييتس. التجارب المصممة في هذا المثال تتضمن تصميمات اندماجية.
يتم قياس أوزان ثمانية أشياء باستخدام ميزان عموم ومجموعة من الأوزان القياسية. يقيس كل وزن فرق الوزن بين الأشياء الموجودة في المقلاة اليسرى وأي كائنات في المقلاة اليمنى عن طريق إضافة أوزان مُعايرة إلى المقلاة الأخف حتى يكون الميزان في حالة توازن. كل قياس له خطأ عشوائي. متوسط الخطأ هو صفر؛ الانحرافات المعيارية للتوزيع الاحتمالي للأخطاء هي نفس الرقم σ على أوزان مختلفة؛ الأخطاء في أوزان مختلفة مستقلة. تشير إلى الأوزان الحقيقية بمقدار.
{\displaystyle \theta _{1},\dots ,\theta _{8}.\,}
نحن نعتبر تجربتين مختلفتين:
1. قم بوزن كل كائن في وعاء واحد، مع ترك المقلاة الأخرى فارغة. لنفترض أن X i هو الوزن المقاس للكائن، لأن i = 1... 8.
2. قم بأوزان الثماني وفقًا للجدول التالي ودع Y أنا أكون الفرق المقاس لـ i = 1... 8:

{\displaystyle {\begin{array}{lcc}&{\text{left pan}}&{\text{right pan}}\\\hline {\text{1st weighing:}}&1\ 2\ 3\ 4\ 5\ 6\ 7\ 8&{\text{(empty)}}\\{\text{2nd:}}&1\ 2\ 3\ 8\ &4\ 5\ 6\ 7\\{\text{3rd:}}&1\ 4\ 5\ 8\ &2\ 3\ 6\ 7\\{\text{4th:}}&1\ 6\ 7\ 8\ &2\ 3\ 4\ 5\\{\text{5th:}}&2\ 4\ 6\ 8\ &1\ 3\ 5\ 7\\{\text{6th:}}&2\ 5\ 7\ 8\ &1\ 3\ 4\ 6\\{\text{7th:}}&3\ 4\ 7\ 8\ &1\ 2\ 5\ 6\\{\text{8th:}}&3\ 5\ 6\ 8\ &1\ 2\ 4\ 7\end{array}}}
ثم القيمة المقدرة للوزن θ 1 هي
{\displaystyle {\widehat {\theta }}_{1}={\frac {Y_{1}+Y_{2}+Y_{3}+Y_{4}-Y_{5}-Y_{6}-Y_{7}-Y_{8}}{8}}.}
يمكن العثور على تقديرات مماثلة لأوزان العناصر الأخرى. فمثلا

{\displaystyle {\begin{aligned}{\widehat {\theta }}_{2}&={\frac {Y_{1}+Y_{2}-Y_{3}-Y_{4}+Y_{5}+Y_{6}-Y_{7}-Y_{8}}{8}}.\\[5pt]{\widehat {\theta }}_{3}&={\frac {Y_{1}+Y_{2}-Y_{3}-Y_{4}-Y_{5}-Y_{6}+Y_{7}+Y_{8}}{8}}.\\[5pt]{\widehat {\theta }}_{4}&={\frac {Y_{1}-Y_{2}+Y_{3}-Y_{4}+Y_{5}-Y_{6}+Y_{7}-Y_{8}}{8}}.\\[5pt]{\widehat {\theta }}_{5}&={\frac {Y_{1}-Y_{2}+Y_{3}-Y_{4}-Y_{5}+Y_{6}-Y_{7}+Y_{8}}{8}}.\\[5pt]{\widehat {\theta }}_{6}&={\frac {Y_{1}-Y_{2}-Y_{3}+Y_{4}+Y_{5}-Y_{6}-Y_{7}+Y_{8}}{8}}.\\[5pt]{\widehat {\theta }}_{7}&={\frac {Y_{1}-Y_{2}-Y_{3}+Y_{4}-Y_{5}+Y_{6}+Y_{7}-Y_{8}}{8}}.\\[5pt]{\widehat {\theta }}_{8}&={\frac {Y_{1}+Y_{2}+Y_{3}+Y_{4}+Y_{5}+Y_{6}+Y_{7}+Y_{8}}{8}}.\end{aligned}}}
السؤال في تصميم التجارب هوأي تجربة أفضل؟
تباين التقديرات X 1 من 1 θ هو σ 2 إذا لم نستخدم التجربة الأولى. ولكن إذا أردنا استخدام التجربة الثانية، والتباين في التقديرات المذكورة أعلاه هو σ 2/8. وهكذا فإن التجربة الثانية تعطينا دقة 8 أضعاف لتقدير عنصر واحد، وتقدير جميع العناصر في وقت واحد، بنفس الدقة. ما تحققه التجربة الثانية بثمانية سيتطلب 64 وزنًا إذا تم وزن العناصر بشكل منفصل. ومع ذلك، لاحظ أن تقديرات العناصر التي تم الحصول عليها في التجربة الثانية بها أخطاء مرتبطة ببعضها البعض.
تتضمن العديد من مشكلات تصميم التجارب تصميمات اندماجية، كما في هذا المثال وغيره.

## تجنب الإيجابيات الكاذبة
الاستنتاجات الإيجابية الكاذبة، التي تنتج غالبًا عن الضغط للنشر أو تحيز المؤلف التأكيدي، تشكل خطرًا كامنًا في العديد من المجالات. هناك طريقة جيدة لمنع التحيزات التي من المحتمل أن تؤدي إلى نتائج إيجابية خاطئة في مرحلة جمع البيانات وهي استخدام تصميم مزدوج التعمية. عند استخدام تصميم مزدوج التعمية، يتم تعيين المشاركين عشوائيًا في مجموعات تجريبية ولكن الباحث لا يعرف ما ينتمي المشاركون إلى أي مجموعة. لذلك، لا يمكن للباحث أن يؤثر على استجابة المشاركين للتدخل. تمثل التصميمات التجريبية بدرجات غير معلنة من الحرية مشكلة. هذا يمكن أن يؤدي إلى «قرصنة إلكترونية» واعية أو غير واعية: تجربة أشياء متعددة حتى تحصل على النتيجة المرجوة. وعادة ما ينطوي على التلاعب - ربما دون وعي - بعملية التحليل الإحصائي ودرجات الحرية حتى يعيدوا رقمًا أقل من p <.05 مستوى الأهمية الإحصائية. لذلك يجب أن يتضمن تصميم التجربة بيانًا واضحًا يقترح التحليلات التي سيتم إجراؤها. يمكن منع القرصنة الإلكترونية عن طريق التسجيل المسبق للأبحاث، حيث يتعين على الباحثين إرسال خطة تحليل البيانات الخاصة بهم إلى المجلة التي يرغبون في نشر أوراقهم فيها قبل أن يبدأوا حتى في جمع البيانات، لذلك لا يمكن التلاعب بالبيانات (https: // osf .io). هناك طريقة أخرى لمنع ذلك وهي نقل التصميم مزدوج التعمية إلى مرحلة تحليل البيانات، حيث يتم إرسال البيانات إلى محلل بيانات لا علاقة له بالبحث الذي يقوم بتجميع البيانات بحيث لا توجد طريقة لمعرفة المشاركين الذين ينتمون من قبل من المحتمل أن يتم أخذهم بعيدًا على أنهم قيم متطرفة.
التوثيق الواضح والكامل للمنهجية التجريبية مهم أيضًا من أجل دعم تكرار النتائج.

## موضوعات المناقشة عند إعداد التصميم التجريبي
يتطلب التصميم التجريبي أو التجربة السريرية العشوائية دراسة متأنية لعدة عوامل قبل إجراء التجربة فعليًا. التصميم التجريبي هو وضع خطة تجريبية مفصلة قبل إجراء التجربة. تمت بالفعل مناقشة بعض الموضوعات التالية في قسم مبادئ التصميم التجريبي:
1. كم عدد العوامل التي يمتلكها التصميم، وهل مستويات هذه العوامل ثابتة أم عشوائية؟
2. هل هناك حاجة لظروف التحكم، وماذا يجب أن تكون؟
3. فحوصات التلاعب هل نجح التلاعب حقًا؟
4. ما هي متغيرات الخلفية؟
5. ما هو حجم العينة. كم عدد الوحدات التي يجب جمعها حتى تكون التجربة قابلة للتعميم ولديها طاقة كافية؟
6. ما أهمية التفاعلات بين العوامل؟
7. ما هو تأثير التأثيرات المتأخرة للعوامل الموضوعية على النتائج؟
8. كيف تؤثر تحولات الاستجابة على تدابير التقرير الذاتي؟
9. ما مدى جدوى الإعطاء المتكرر لنفس أدوات القياس لنفس الوحدات في مناسبات مختلفة، مع اختبارات ما بعد الاختبار والمتابعة؟
10. ماذا عن استخدام اختبار الوكيل؟
11. هل هناك متغيرات كامنة؟
12. هل يجب أن يكون العميل / المريض أو الباحث أو حتى محلل البيانات أعمى عن الظروف؟
13. ما جدوى التطبيق اللاحق لشروط مختلفة على نفس الوحدات؟
14. كم عدد عوامل التحكم والضوضاء التي يجب أخذها في الاعتبار؟

غالبًا ما يحتوي المتغير المستقل للدراسة على العديد من المستويات أو المجموعات المختلفة. في تجربة حقيقية، يمكن أن يكون للباحثين مجموعة تجريبية، حيث يتم تنفيذ تدخلهم باختبار الفرضية، ومجموعة ضابطة، تحتوي على نفس عنصر المجموعة التجريبية، بدون العنصر التدخلي. وهكذا، عندما يظل كل شيء آخر باستثناء تدخل واحد ثابتًا، يمكن للباحثين أن يشهدوا بشيء من اليقين أن هذا العنصر هو ما تسبب في التغيير الملحوظ. في بعض الحالات، لا يكون وجود مجموعة تحكم أمرًا أخلاقيًا. يتم حل هذا أحيانًا باستخدام مجموعتين تجريبيتين مختلفتين. في بعض الحالات، لا يمكن التلاعب بالمتغيرات المستقلة، على سبيل المثال عند اختبار الاختلاف بين مجموعتين مصابتين بمرض مختلف، أو اختبار الاختلاف بين الجنسين (من الواضح أن المتغيرات سيكون من الصعب أو غير الأخلاقي تعيين المشاركين لها). في هذه الحالات، يمكن استخدام تصميم شبه تجريبي.

## الصفات السببية
في التصميم التجريبي البحت، يتم التلاعب بالمتغير المستقل (المتنبئ) من قبل الباحث - أي - يتم اختيار كل مشارك في البحث بشكل عشوائي من السكان، ويتم تعيين كل مشارك يتم اختياره بشكل عشوائي لظروف المتغير المستقل. فقط عندما يتم ذلك، يكون من الممكن التصديق باحتمالية عالية أن سبب الاختلافات في متغيرات النتيجة ناتج عن الظروف المختلفة. لذلك، يجب على الباحثين اختيار التصميم التجريبي على أنواع التصميم الأخرى كلما أمكن ذلك. ومع ذلك، فإن طبيعة المتغير المستقل لا تسمح دائمًا بالتلاعب. في هذه الحالات، يجب أن يكون الباحثون على دراية بعدم التصديق على الإسناد السببي عندما لا يسمح تصميمهم بذلك. على سبيل المثال، في التصميمات القائمة على الملاحظة، لا يتم تعيين المشاركين عشوائيًا للظروف، وبالتالي إذا كانت هناك اختلافات موجودة في متغيرات النتيجة بين الظروف، فمن المحتمل أن يكون هناك شيء آخر غير الاختلافات بين الظروف التي تسبب الاختلافات في النتائج، وهذا هو - متغير ثالث. الشيء نفسه ينطبق على الدراسات ذات التصميم الترابطي. (أدير وميلينبيرغ، 2008).

## رقابة إحصائية
من الأفضل أن تكون العملية تحت سيطرة إحصائية معقولة قبل إجراء التجارب المصممة. عندما لا يكون ذلك ممكنًا، فإن الحظر المناسب، والنسخ المتماثل، والعشوائية يسمح بإجراء دقيق للتجارب المصممة. للتحكم في المتغيرات المزعجة، يضع الباحثون فحوصات التحكم كتدابير إضافية. يجب على المحققين التأكد من أن التأثيرات الخارجة عن السيطرة (على سبيل المثال، تصور مصداقية المصدر) لا تحرف نتائج الدراسة. يعد فحص التلاعب أحد الأمثلة على فحص التحكم. تسمح فحوصات التلاعب للمحققين بعزل المتغيرات الرئيسية لتعزيز الدعم بأن هذه المتغيرات تعمل كما هو مخطط لها.
من أهم متطلبات تصميمات البحث التجريبي ضرورة إزالة آثار المتغيرات الزائفة والمتداخلة والسابقة. في النموذج الأساسي، يؤدي السبب (X) إلى التأثير (Y). ولكن يمكن أن يكون هناك متغير ثالث (Z) يؤثر على (Y)، وقد لا يكون (X) هو السبب الحقيقي على الإطلاق. يُقال أن (Z) متغير زائف ويجب التحكم فيه. وينطبق الشيء نفسه على المتغيرات المتداخلة (متغير بين السبب المفترض (X) والتأثير (Y))، والمتغيرات السابقة (متغير سابق للسبب المفترض (X) هو السبب الحقيقي). عندما يتم تضمين متغير ثالث ولم يتم التحكم فيه، يُقال أن العلاقة هي علاقة ترتيب صفري. في معظم التطبيقات العملية لتصميمات البحث التجريبي، هناك عدة أسباب (X1، X2، X3). في معظم التصميمات، يتم التلاعب بواحد فقط من هذه الأسباب في وقت واحد.

## تصاميم تجريبية بعد فيشر
تم العثور على بعض التصميمات الفعالة لتقدير العديد من التأثيرات الرئيسية بشكل مستقل وفي تتابع قريب بواسطة راج شاندرا بوز وكيشين في عام 1940 في المعهد الإحصائي الهندي، لكنها ظلت غير معروفة حتى تم نشر تصميم بلاكيت بورمان في بيوميتريكا في عام 1946. في نفس الوقت تقريبًا، قدم سي آر راو مفاهيم المصفوفات المتعامدة كتصاميم تجريبية. لعب هذا المفهوم دورًا رئيسيًا في تطوير أساليب تاغوشي بواسطة جينشي تاغوشي، والتي حدثت أثناء زيارته لمعهد الإحصاء الهندي في أوائل الخمسينيات من القرن الماضي. تم تطبيق واعتماد أساليبه بنجاح من قبل الصناعات اليابانية والهندية، وبعد ذلك تم تبنيها أيضًا من قبل الصناعة الأمريكية وإن كان مع بعض التحفظات.
في عام 1950، نشر جيرترود ماري كوكس وويليام جيميل كوكران كتاب التصاميم التجريبية، الذي أصبح العمل المرجعي الرئيسي لتصميم التجارب للإحصائيين لسنوات بعد ذلك.
لقد شملت التطورات التي طرأت على نظرية النماذج الخطية وتجاوزت الحالات التي كانت تهم الكتاب الأوائل. اليوم، مساند النظرية على مواضيع متقدمة في الجبر الخطي، الجبر والتوافقية.
كما هو الحال مع الفروع الأخرى للإحصاء، تتم متابعة التصميم التجريبي باستخدام كل من النهج المتكرر والبايزي: في تقييم الإجراءات الإحصائية مثل التصميمات التجريبية، تدرس الإحصائيات المتكررة توزيع العينات بينما تقوم إحصاءات بايزي بتحديث توزيع الاحتمالية على مساحة المعلمة.
بعض المساهمين المهمين في مجال التصميمات التجريبية هم تشارلز ساندرز بيرس ورونالد فيشر وفرانك ييتس وار سي بوز وايه سي اتكينسون وروزماري بيلي وديفيد كوكس وجورج بوكس ووليام جي كوكران ودبليو تي فيدرر وفي فيدوروف وهدايت وجاك كيفر، أوسكار كيمبثورن، جون نيلدر، أندريه بازمان، فريدريك بوكيلشيم، D راغافاراو، سي آر راو، شريخاندي، جاغديش سريفاستافا، وليام جيه ستودن، جينشي تاغوشي وإتش بي وين.
كتب دي مونتغمري، آر. مايرز، وبوكس / دبليو. لقد وصل هانتر إلى أجيال من الطلاب والممارسين.
ترد بعض المناقشات حول التصميم التجريبي في سياق تعريف النظام (بناء نموذج لنماذج ثابتة أو ديناميكية) في  و 

## قيود المشارك البشري
القوانين والاعتبارات الأخلاقية تمنع بعض التجارب المصممة بعناية مع البشر. القيود القانونية تعتمد على الاختصاص. قد تشمل القيود مجالس المراجعة المؤسسية، والموافقة المستنيرة والسرية التي تؤثر على كل من التجارب السريرية (الطبية) وتجارب العلوم السلوكية والاجتماعية. في مجال علم السموم، على سبيل المثال، يتم إجراء التجارب على حيوانات المختبر بهدف تحديد حدود التعرض الآمن للإنسان . موازنة القيود وجهات نظر من المجال الطبي. فيما يتعلق بالتوزيع العشوائي للمرضى، «... إذا لم يعرف أحد العلاج الأفضل، فليس هناك ضرورة أخلاقية لاستخدام علاج أو آخر.» (ص 380) فيما يتعلق بالتصميم التجريبي، «... من الواضح أنه ليس من الأخلاقي تعريض الأشخاص للخطر لجمع البيانات في دراسة سيئة التصميم عندما يمكن تجنب هذا الموقف بسهولة ...». (ص 393).

## الأهداف
التجارب التقليدية، كتغيير عامل بعد الآخر لمشاهدة التغيير (بالإنجليزية: one factor at a time) أو طريقة التجربة المجردة والخطأ (بالإنجليزية: trial and error) لا تعطي نتائج مرضية عن الارتباطات بين العوامل التي أن تؤثر بشكل مباشر على التجربة. بالعكس منها يكون الحال مع تصميم التجارب الإحصائية، حيث توفر طريقةً نظامية للتحكم ولتقييم تجربة ما، حيث يتم بجهد قليل وصف العلاقة بين عوامل التأثير والنتائج رياضياً. ما يُحتاج إليه من مقدرات (أفراد، وقت، تكلفة، الخ) تكون معروفة ومحددة قبل بدء التجربة.